# Mistrzostwa Polski w Narciarstwie 1928
Mistrzostwa Polski w Narciarstwie 1928 – zawody sportowe, które odbyły się w 1928 w konkurencjach narciarskich w Polsce.

## Medaliści
| Dyscyplina               | Złoto                              | Srebro                              | Brąz                               |
| Kombinacja norweska      | Bronisław Czech SNPTT Zakopane     |                                     |                                    |
| Bieg seniorów na 18 km   | Otakar Německý CSL, Czechosłowacja |                                     |                                    |
| Bieg seniorów na 50 km   | Otakar Německý CSL, Czechosłowacja |                                     |                                    |
| Skoki seniorów (wszyscy) | Bronisław Czech SNPTT Zakopane     | Aleksander Rozmus TS Wisła Zakopane | Karl Vondrak Czechosłowacja        |
| Skoki seniorów (Polacy)  | Bronisław Czech SNPTT Zakopane     | Aleksander Rozmus TS Wisła Zakopane | Władysław Żytkowicz SNPTT Zakopane |
| Bieg kobiet              | Janina Loteczkowa KTN Lwów         |                                     |                                    |
| Bieg rozstawny 5 x 10 km | SNPTT Zakopane                     |                                     |                                    |